# Cupcake
Un cupcake (letteralmente, in lingua inglese, "torta in tazza"), chiamata anche fairy cake in Inghilterra e patty cake in Australia, è una mini-torta dolce cotta in un pirottino di ceramica, imburrato e infarinato, oppure in uno stampo di carta da forno come quello utilizzato per la preparazione dei muffin. I cupcake si sono diffusi ormai da qualche anno anche in Italia.
La ricetta originale, old-fashioned cupcake, prevede una glassatura, detta "frosting" (glassa reale, naspro, ghiaccia, pasta di zucchero o crema al burro), una farcitura (crema) e una decorazione, si può variare dalle più moderne guarnizioni in zucchero colorato o cioccolato plastico alla più classica ciliegia, in questa forma originale corrisponde al tradizionale pasticcino italiano, il "sospiro", di origine siciliana. I cupcake di solito vengono utilizzati per accompagnare il tè o durante la merenda nel pomeriggio per gustare qualcosa di goloso.

## Storia

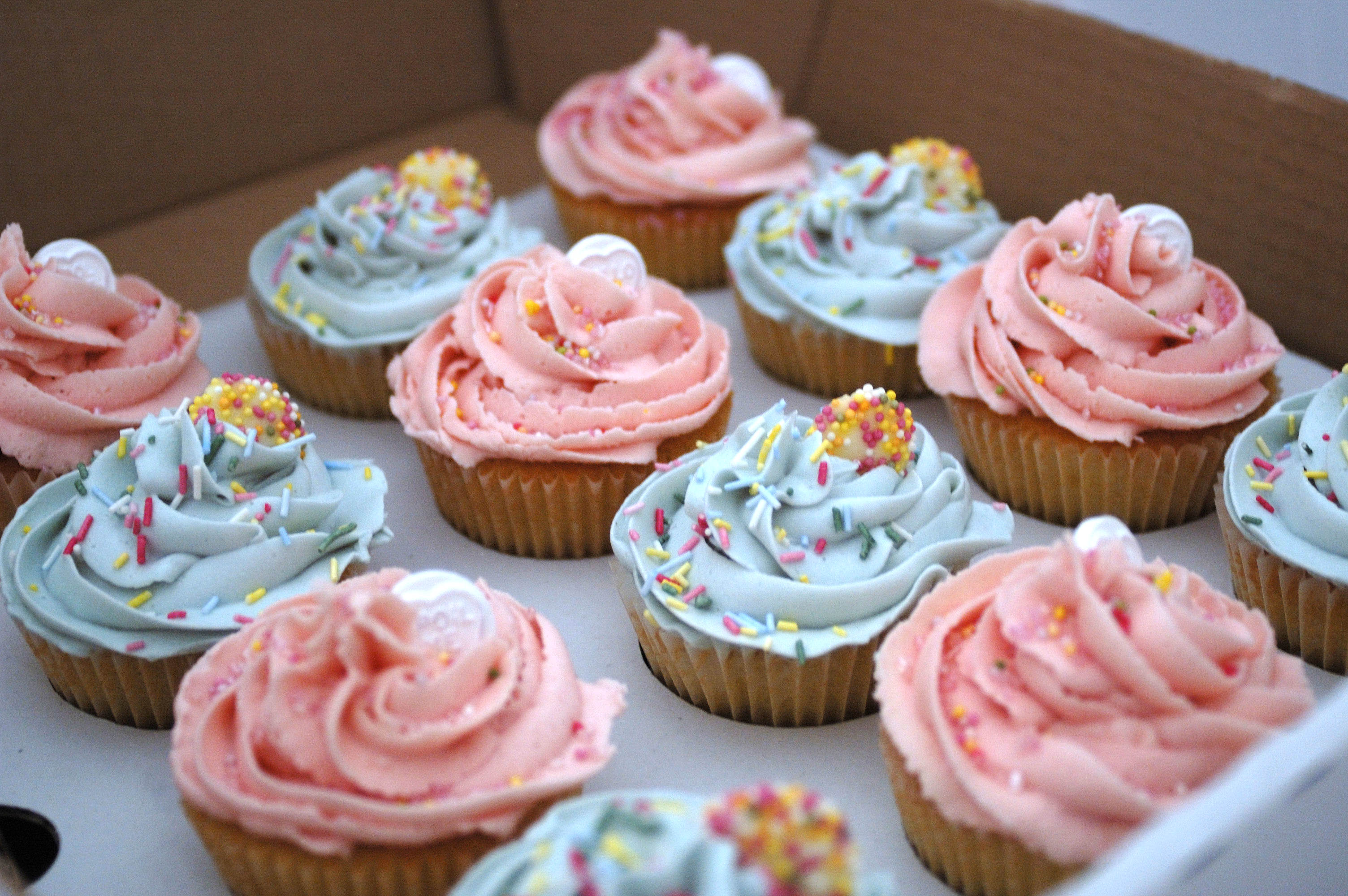
Cupcakes con crema al burro

Esistono due teorie riguardo all'origine dei cupcakes, entrambe convalidate da testi storici. La più nota fa risalire il nome al fatto che all’inizio la cottura avvenisse nelle tazze, cup in inglese, poiché ancora non esistevano gli stampini o i moderni pirottini. La seconda ipotesi, meno nota ma altrettanto valida, è che essendo dolci di origine anglosassone le quantità degli ingredienti venissero indicate in cup, quindi in tazze.
L'origine di questo dolce risale al XIX secolo. Prima della invenzione degli appositi stampi, queste tortine venivano cotte in casseruole, tazze, scodelle; da ciò deriverebbe quindi il nome del dolce e potrebbe derivare anche dal fatto che in passato la tazza era il più semplice e comune mezzo nella misurazione degli ingredienti di qualsiasi ricetta.
La storia dei cupcake affonda le origini in tempi abbastanza lontani e la prima ricetta in cui si fa riferimento alla cottura in tazza risale al 1796 dal libro American Cookery di Amelia Simmons. Invece, per la prima volta nel 1826 viene usato il termine cupcake, ma per assistere al commercio vero e proprio dei dolcetti confezionati ad uno ad uno si deve attendere la fine della prima guerra mondiale. Da quel momento, infatti, la vendita dei cupcake cominciò a diffondersi in maniera capillare e ad oggi è uno dei dolci serviti più frequentemente nelle celebrazioni di compleanni e di varie festività negli Stati Uniti e anche in Europa.

## Ricetta

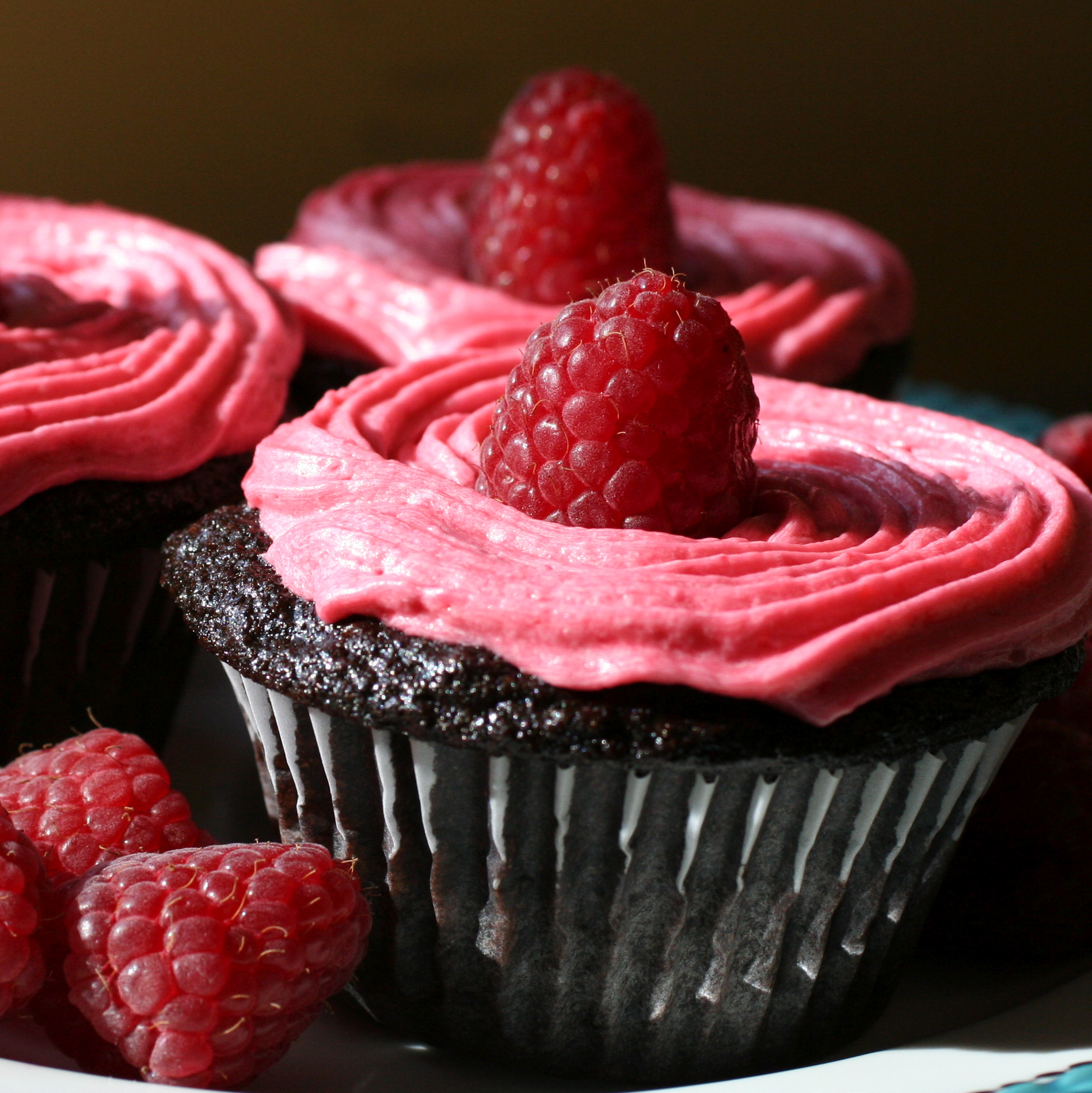
Cupcake al cioccolato con crema al burro al lampone.

La ricetta originale, l'old-fashioned cupcake, è simile a quella di una qualsiasi torta e prevede l’uso di ingredienti come burro, zucchero, uova e farina, una glassatura, una farcitura (crema) e una decorazione. Alla ricetta base possono essere applicate diverse varianti e si possono aggiungere dalle moderne guarnizioni in zucchero colorato o cioccolato plastico alla più classica ciliegia: in questa forma originale corrisponde al tradizionale pasticcino italiano, il "sospiro", di origine siciliana.
Possono essere pertanto applicate molte varianti alla ricetta base con la differenza che la preparazione di una tortina piccola risulta molto più semplice e veloce. È uno dei dolci serviti più frequentemente nelle celebrazioni di compleanni e di varie festività negli Stati Uniti e ha avuto una grande diffusione anche in Europa, soprattutto grazie a vari programmi televisivi di cucina.

## Galleria d'immagini

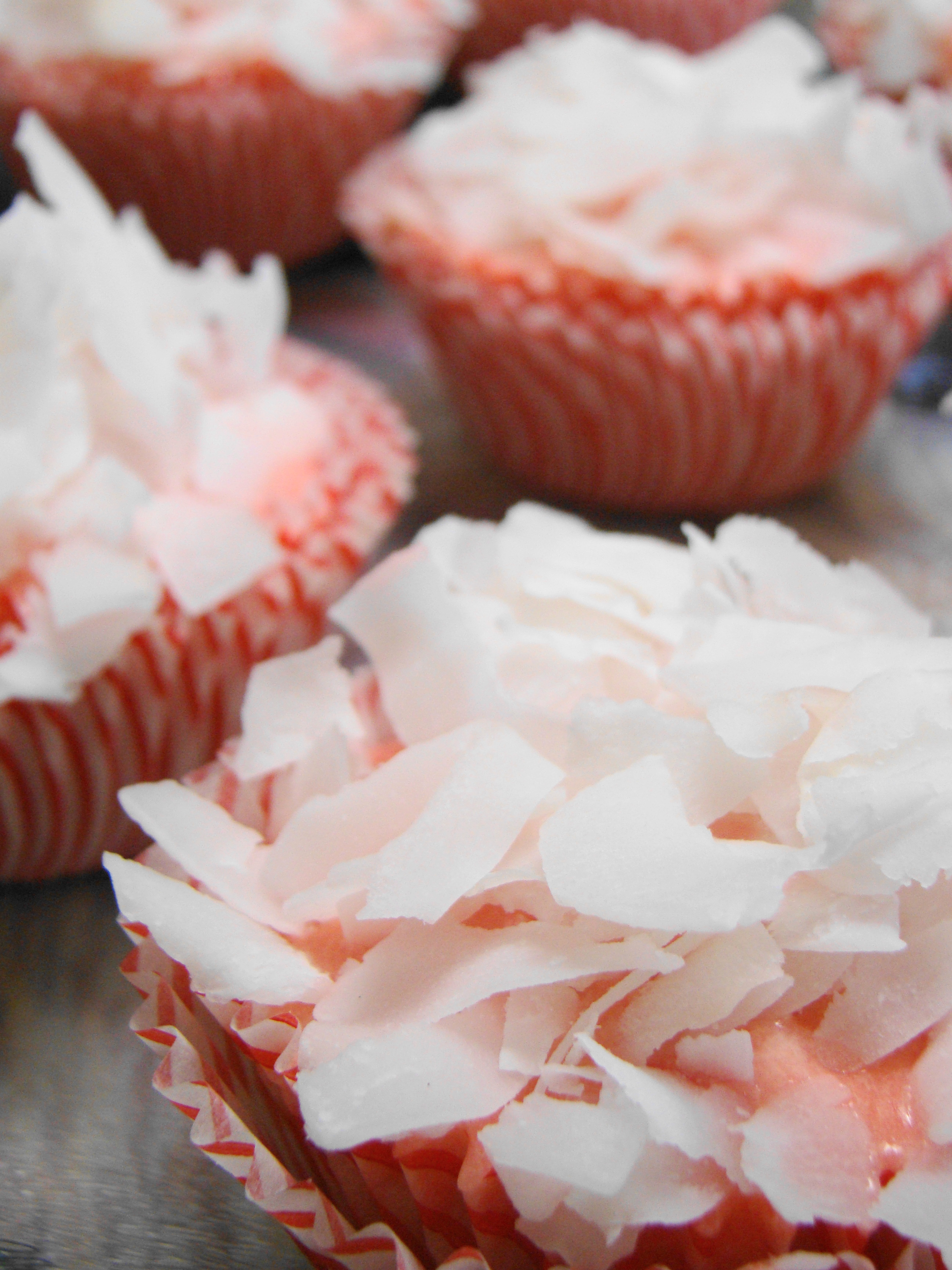
Cupcake alla fragola e cocco
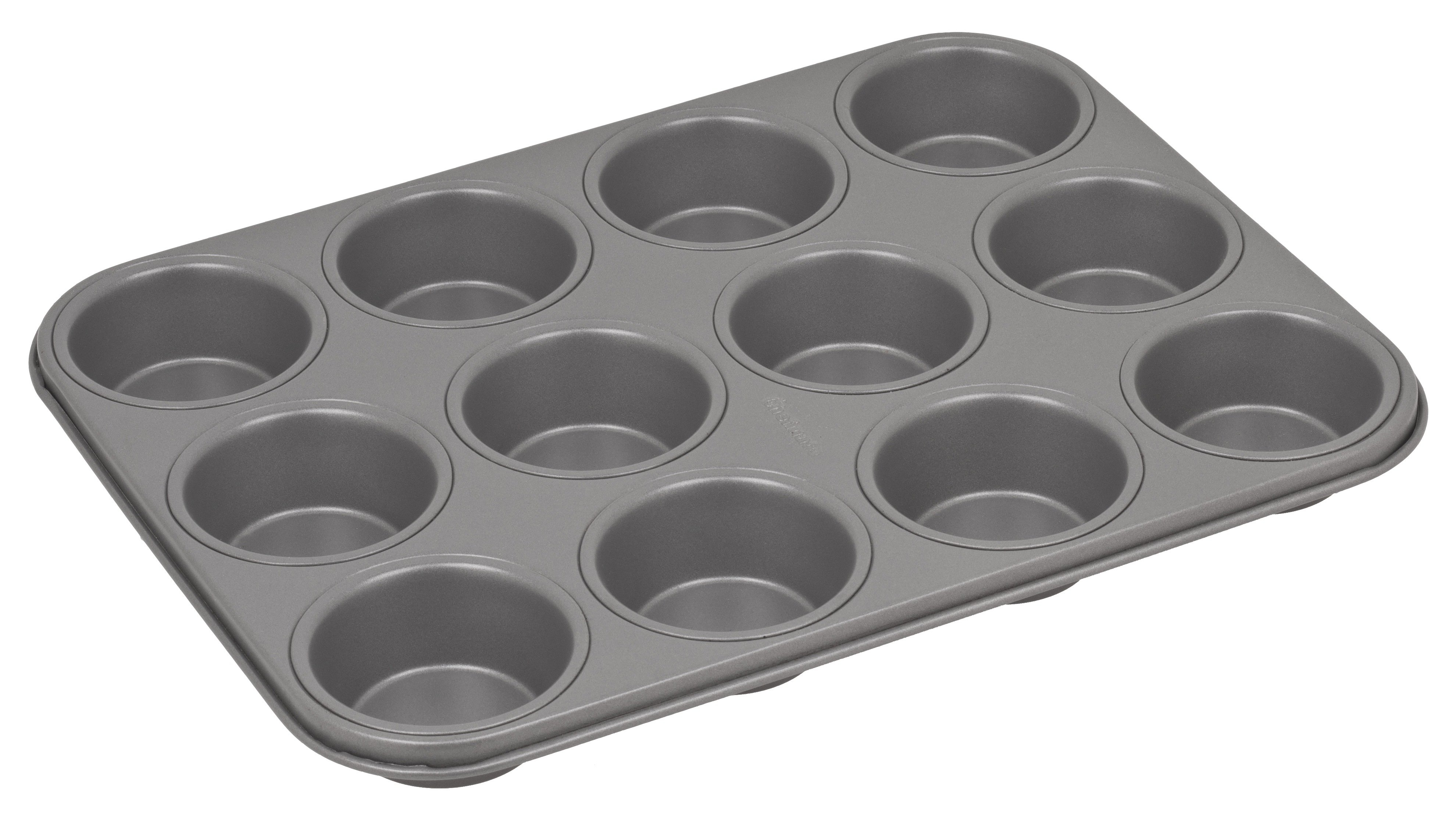
Stampo da forno per cupcake
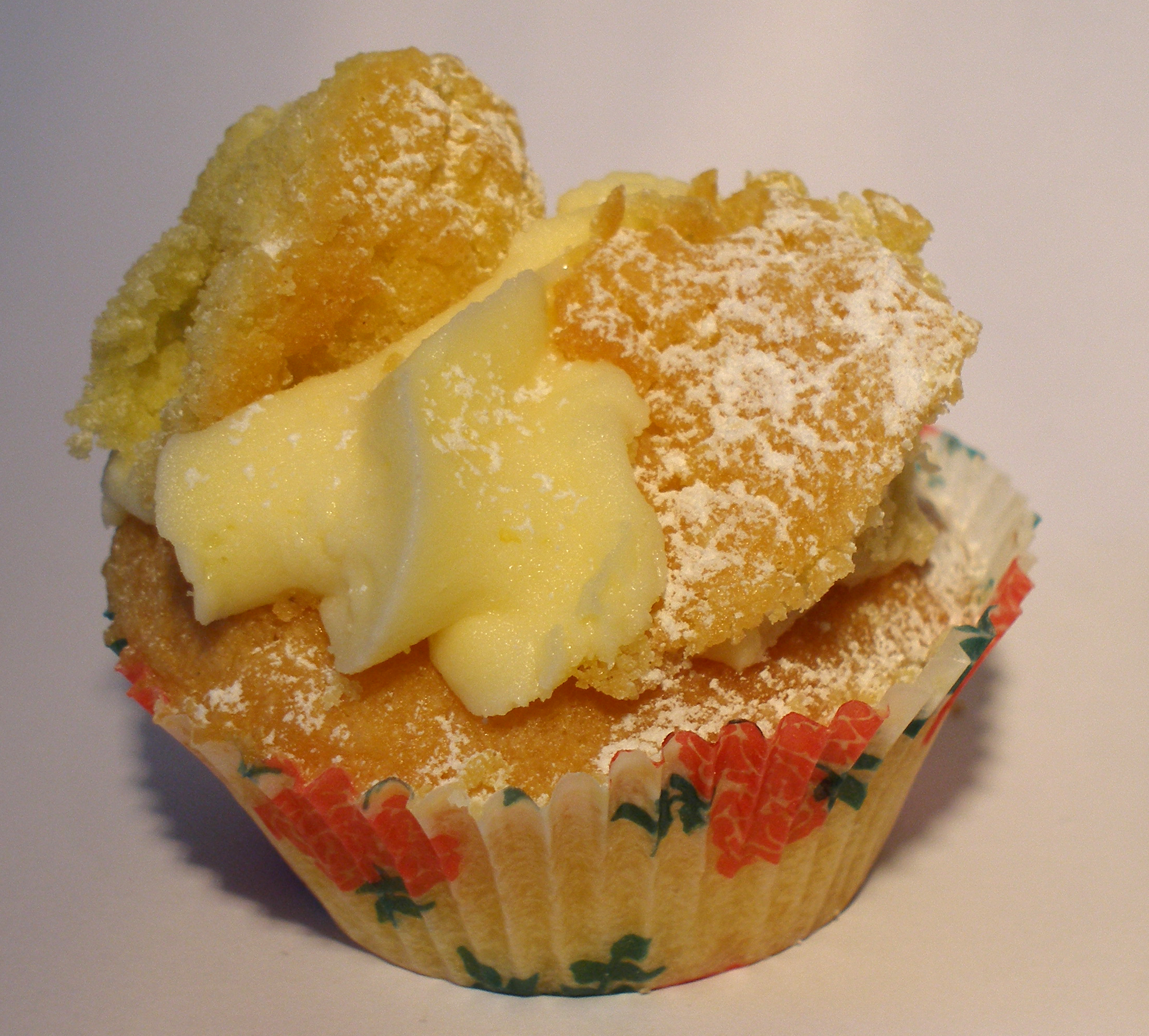
Butterfly cake